# Баллистика: Экс против Сивер
«Баллистика: Экс против Сивер» (англ. Ballistic: Ecks vs. Sever) — фильм 2002 года производства США при участии Германии. 
Мировые кассовые сборы составили 28 миллионов долларов при бюджете в 70. Фильм получил крайне отрицательные отзывы и был признан Rotten Tomatoes худшей кинокартиной десятилетия.

## Сюжет
Экс и Сивер — два суперагента, которые постоянно соперничают друг с другом. Они — лучшие в своём деле, и никто из них не может взять верх в этом противоборстве. Джеремиа Экс — лучший агент, когда-либо работавший в ФБР. Сивер — красивая девушка, бывший агент РУМО, её называют самой смертоносной женщиной планеты.
Сейчас Экс и Сивер снова соперничают друг с другом, на этот раз из-за нового хитроумного оружия. Это оружие представляет собой микроскопическое устройство, оно вживляется в человеческое тело и до поры, до времени остаётся бездейственным, а в нужный момент устройство срабатывает и убивает человека, не оставляя никаких следов.
Но завладевает новым оружием не Экс и не Сивер, а тот, кто является их общим врагом. Этот враг довольно силён, и благодаря его стараниям Экс и Сивер оказываются в опасности. Теперь два агента вынуждены объединиться для того, чтобы победить своего нового врага.

## В ролях
| Актёр            | Роль                      |
| ---------------- | ------------------------- |
| Антонио Бандерас | агент Джеремиа Экс        |
| Люси Лью         | агент Сивер               |
| Рэй Парк         | Эй. Джи. Росс             |
| Грегг Хенри      | Роберт Гант / агент Кларк |
| Талиса Сото      | Рэйн Гант / Винн Экс      |
| Мигель Сандовал  | Джулио Мартин             |
| Терри Чен        | агент Гарри Ли            |
| Роджер Кросс     | Зэн                       |
| Стив Бачич       | агент Флемминг            |
| Сандрин Холт     | агент Беннетт             |

## Отзывы
Фильм получил крайне негативные отзывы. На сайте Rotten Tomatoes получил рейтинг 0%. Критиковался абсурдный сценарий, плохая постановка боевых сцен и слабые спецэффекты.